# Pseudocrenilabrus nicholsi
Espèce
Synonymes
- Haplochromis ventralis (Nichols, 1928)
- Paratilapia nicholsi Pellegrin, 1928
- Paratilapia ventralis Nichols, 1928[1]

Statut de conservation UICN

 LC  : Préoccupation mineure
Pseudocrenilabrus nicholsi est une espèce de poissons d'eau douce de la famille des cichlidae endémique d'Afrique.

## Habitat
P. nicholsi peuple la rivière du Bassin du Congo en Afrique.

## Taille
Cette espèce mesure adulte une taille maximale avoisinant les 8,5 centimètres, parfois un peu plus en aquarium pour les plus vieux spécimens. Les femelles restent plus petites et mesurent environ 5 cm.

## Dimorphisme
Les sexes de cette espèce de cichlidae est comme beaucoup, très simplement différenciable. En effet, les mâles sont nettement plus colorés et de plus grande taille. Les femelles sont plus petites et possèdent un fond de coloration terne, brun, gris, argenté.

## Reproduction
Cette espèce est incubatrice buccale maternelle, les femelles gardent les œufs, larves et tout jeunes alevins entre 15 jours et 3 semaines protégés dans leur gueule (sans manger ou en filtrant très légèrement les micro-détritus). Les mâles peuvent se montrer très insistants dès les premières maturités sexuelles des femelles, et ces dernières sont très précoces aussi par rapport à leur taille. Il est bon de laisser les femelles atteindre une certaine taille avant de les laisser évoluer pleinement avec les mâles. Il est préférable également de maintenir cette espèce en groupes de plusieurs individus, de manière à diviser l'agressivité d'un mâle dominant sur plusieurs individus. En aquarium, l'insistance des mâles pour la reproduction peut être telle qu'il est aussi parfois nécessaire de nourrir séparément du communautaire les femelles pendant une semaine à une quinzaine de jours après une gestation (entre chaque gestation).

## Croisement, hybridation
Les espèces de ce genre (Pseudocrenilabrus) sont très facilement sujettes à hybridation, car souvent difficile tout du moins en aquarium et en taille sub-adult à différencier. Particulièrement les femelles qui sont quasiment identiques.